# Turalići
Turalići es un pueblo ubicado en la municipalidad de Kladanj, en el cantón de Tuzla, Bosnia y Herzegovina.

## Superficie
Posee una superficie de 8,62 kilómetros cuadrados.

## Demografía
Hasta 2013 la población era de 317 habitantes, con una densidad de población de 36,8 habitantes por kilómetro cuadrado.